# Zličín (stanice metra)
Zličín (zkratka ZL) je stanice metra nacházející se v Praze, na lince metra B (provozní úsek V.B), v severní části Třebonic, která patří do městské části Praha-Zličín, poblíž nákupního centra Home Park a Metropole. Byla otevřena roku 1994.

## Charakteristika
Stanice je dlouhodobě koncová, hloubená. Leží téměř 3 m pod povrchem v nadmořské výšce 380 m n. m. a je tak nejvýše položenou stanicí metra v Praze. Za stanicí se nachází depo metra, které bylo dokončeno v roce 1994 a v roce 2003 byly dobudovány další dvě haly. Za stanicí se nachází jedna kolej umožňující obrat vlaků. Obkladem stanice jsou stylizované cihly a sklo. Stanice má jeden výstup po pevném schodišti a jeden vestibul. Na povrchu jsou stanoviště pro příměstské a městské linky. Zvláštností je, že ačkoli je stanice 3 m pod terénem, její východní strana je prosklená.

## Fotogalerie

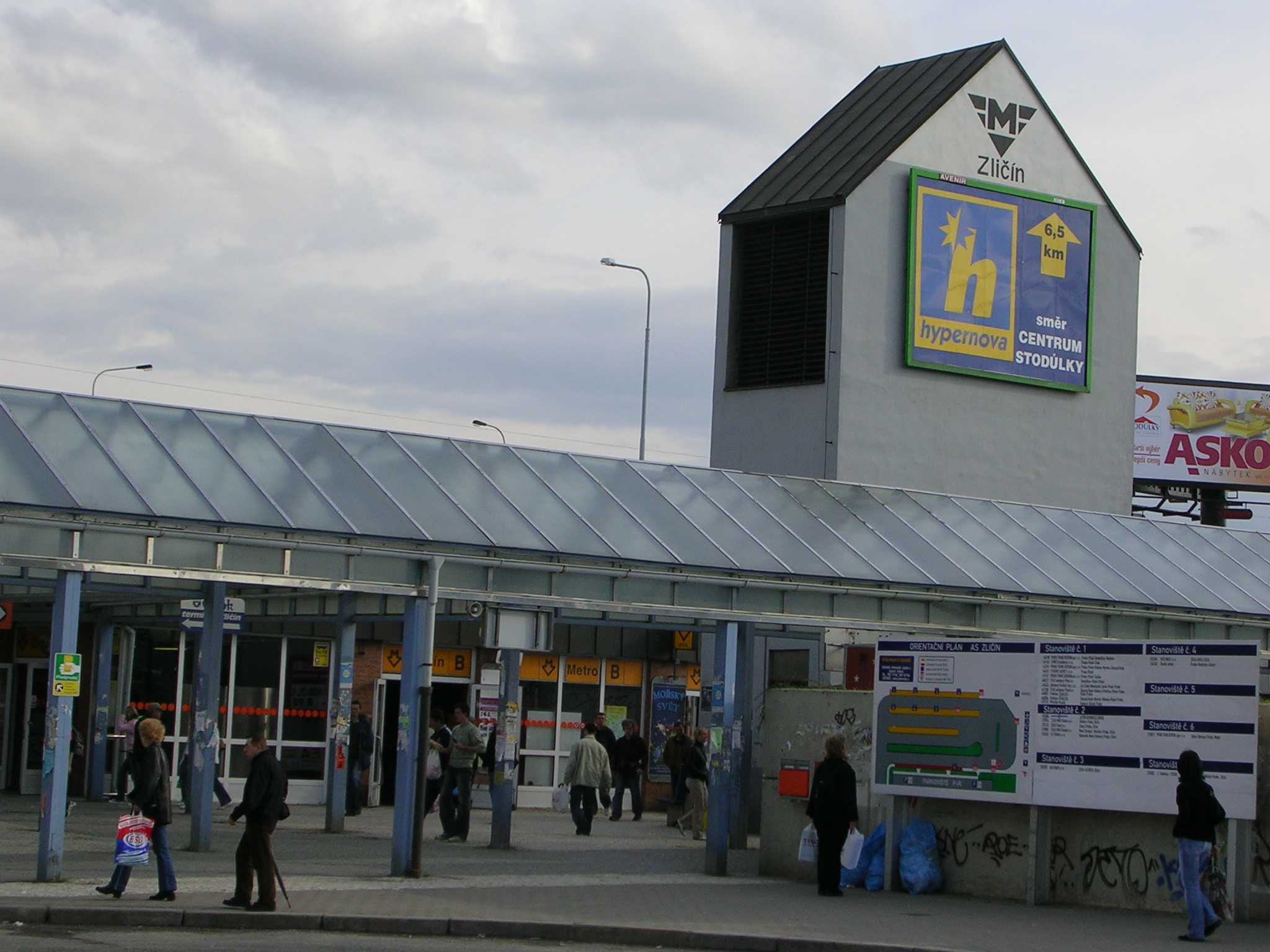
Stanice metra Zličín zvenku
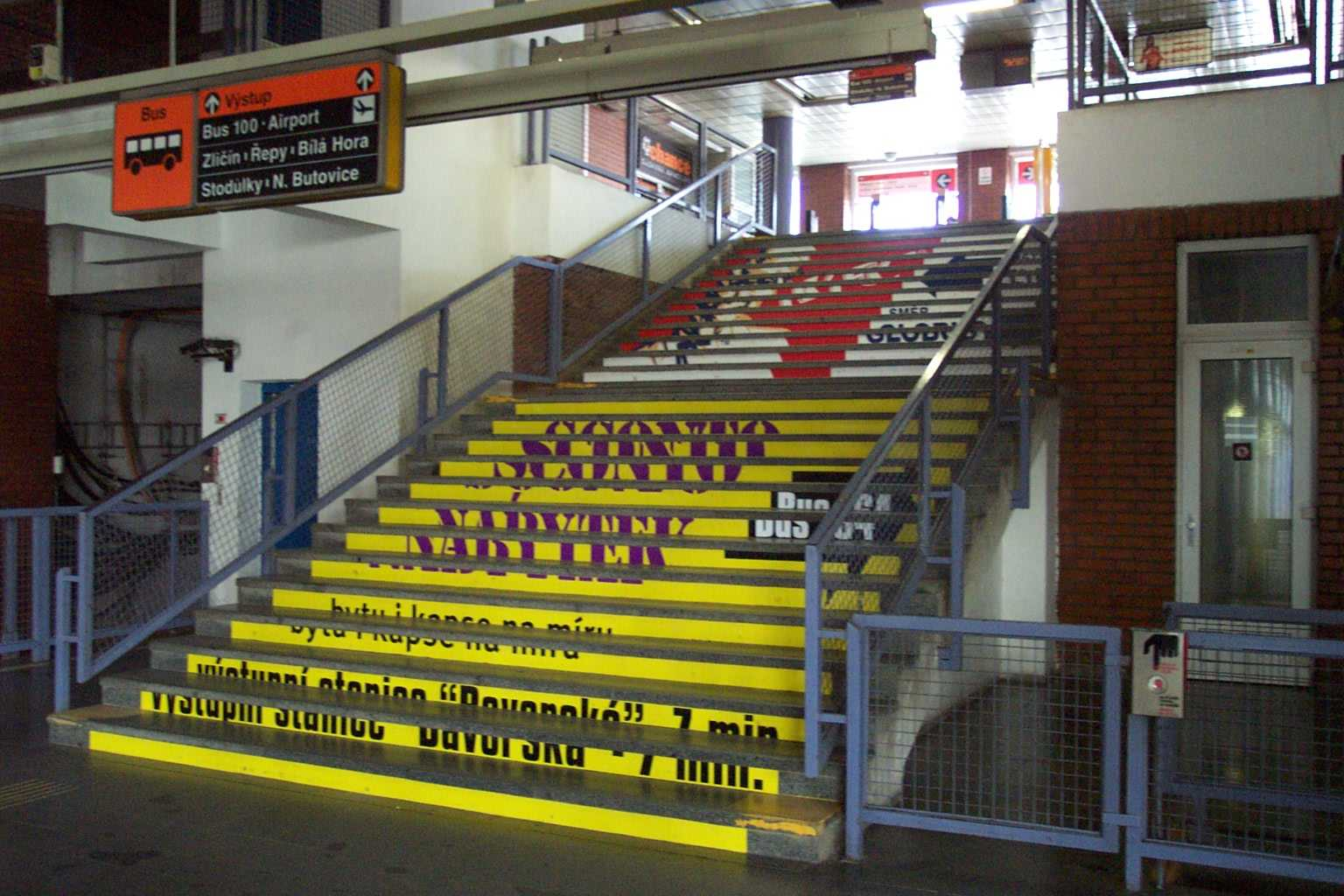
Výstup ze stanice
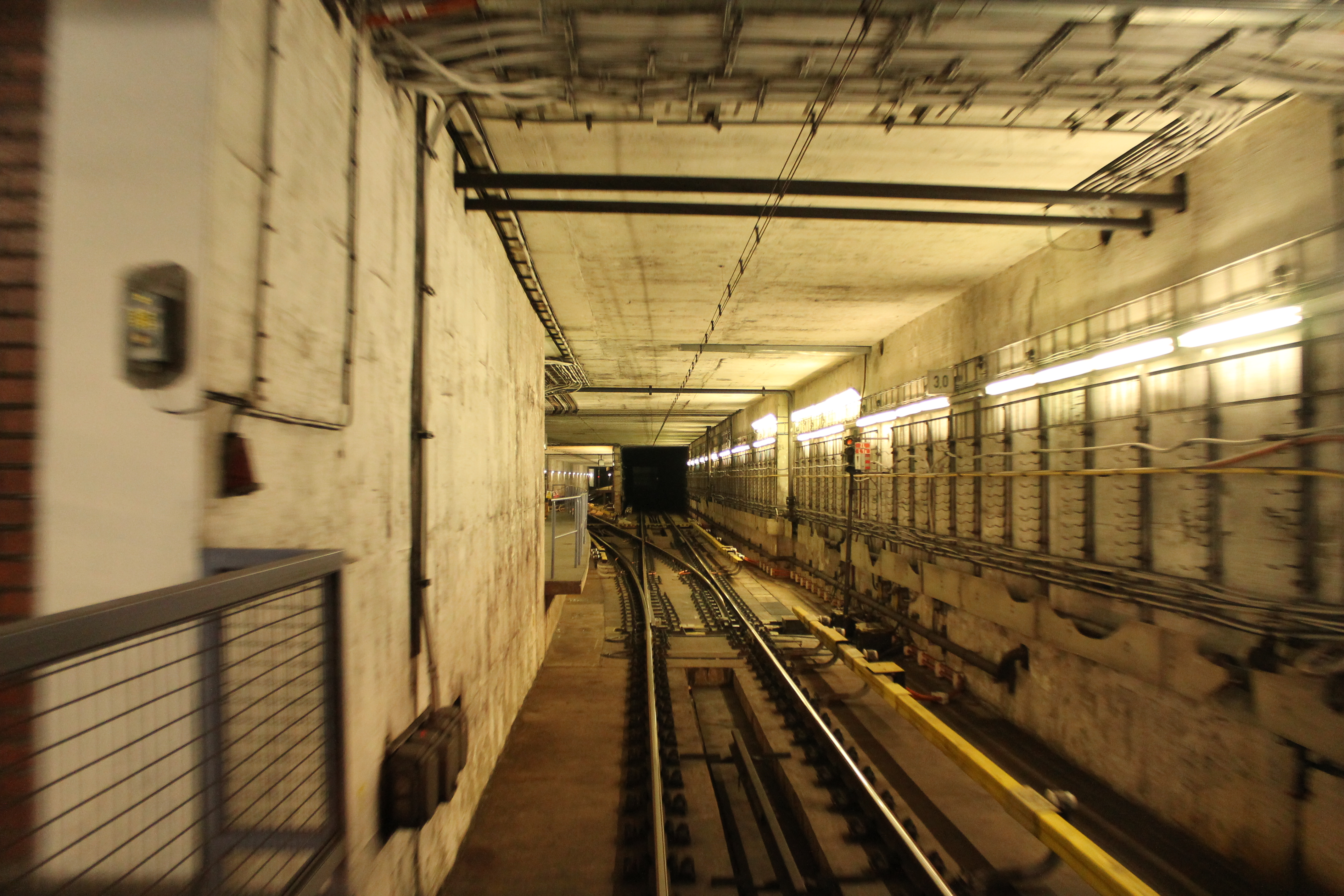
Vjezd do obratiště za stanicí; pohled z koleje 1, rovně pokračuje kolej 91 do depa; doleva odbočuje vratná kolej 0
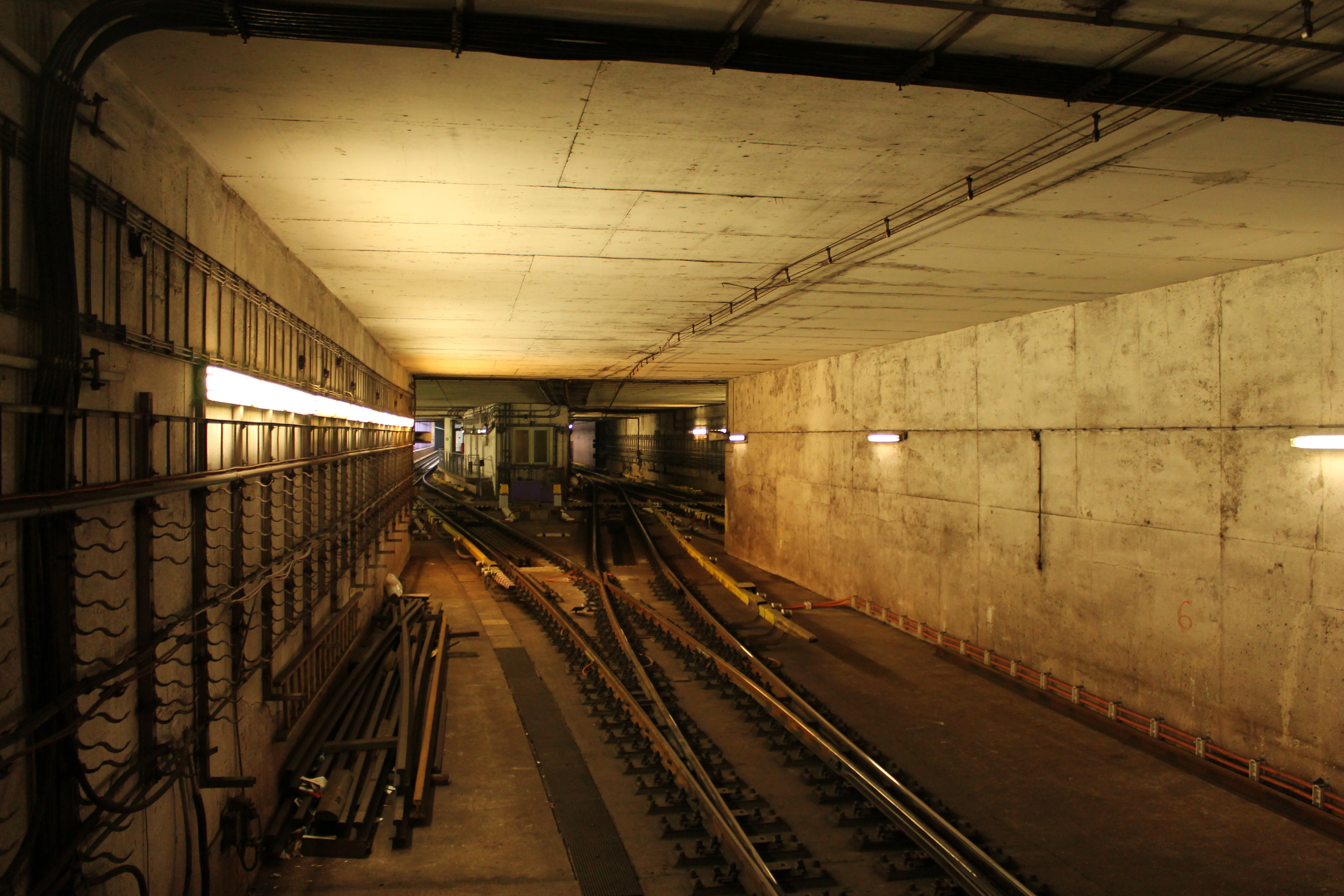
Pohled z obratiště (kolej 0) na výhybku, která spojuje odbočky z kolejí 1 a 2
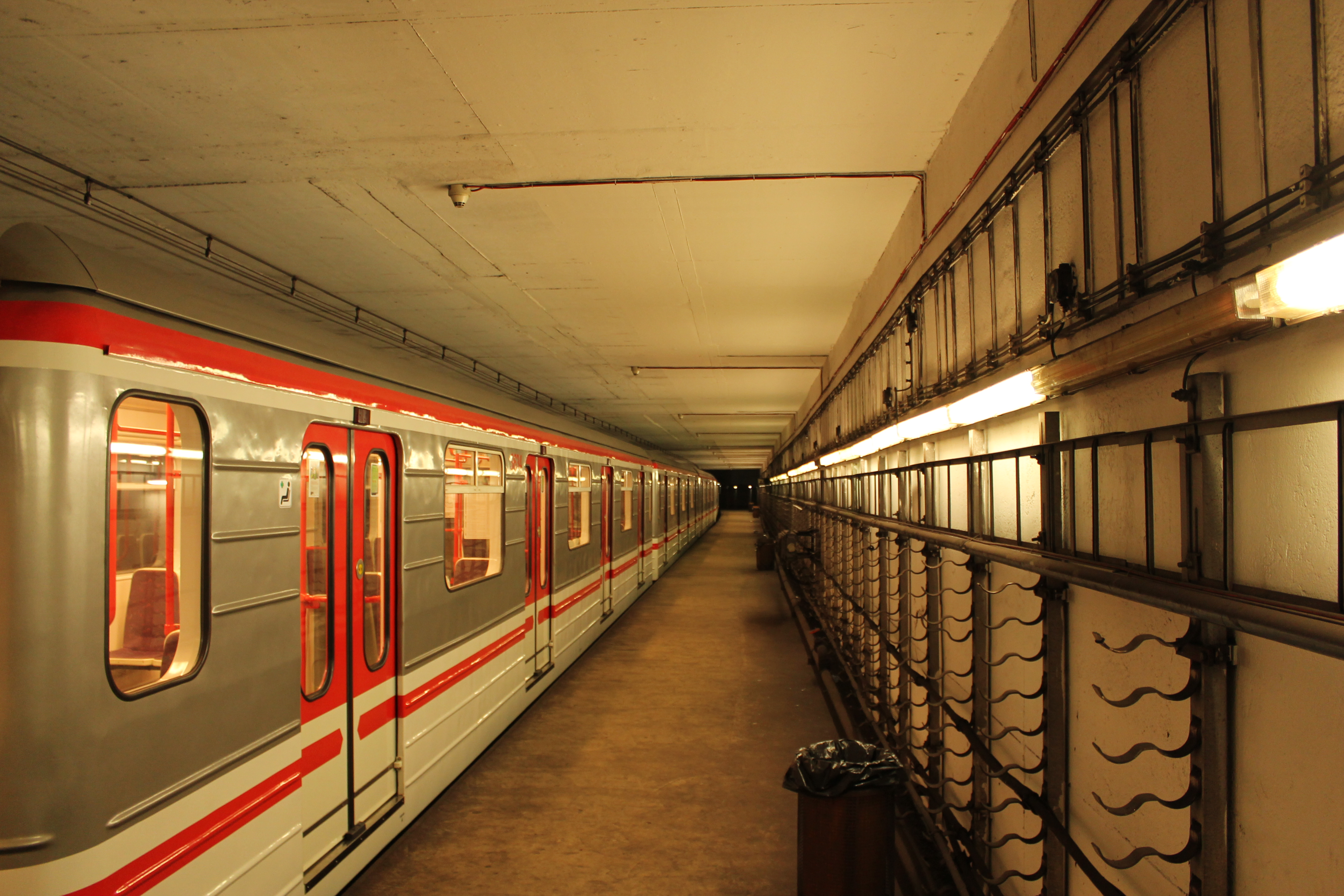
Souprava 81-71M v obratišti
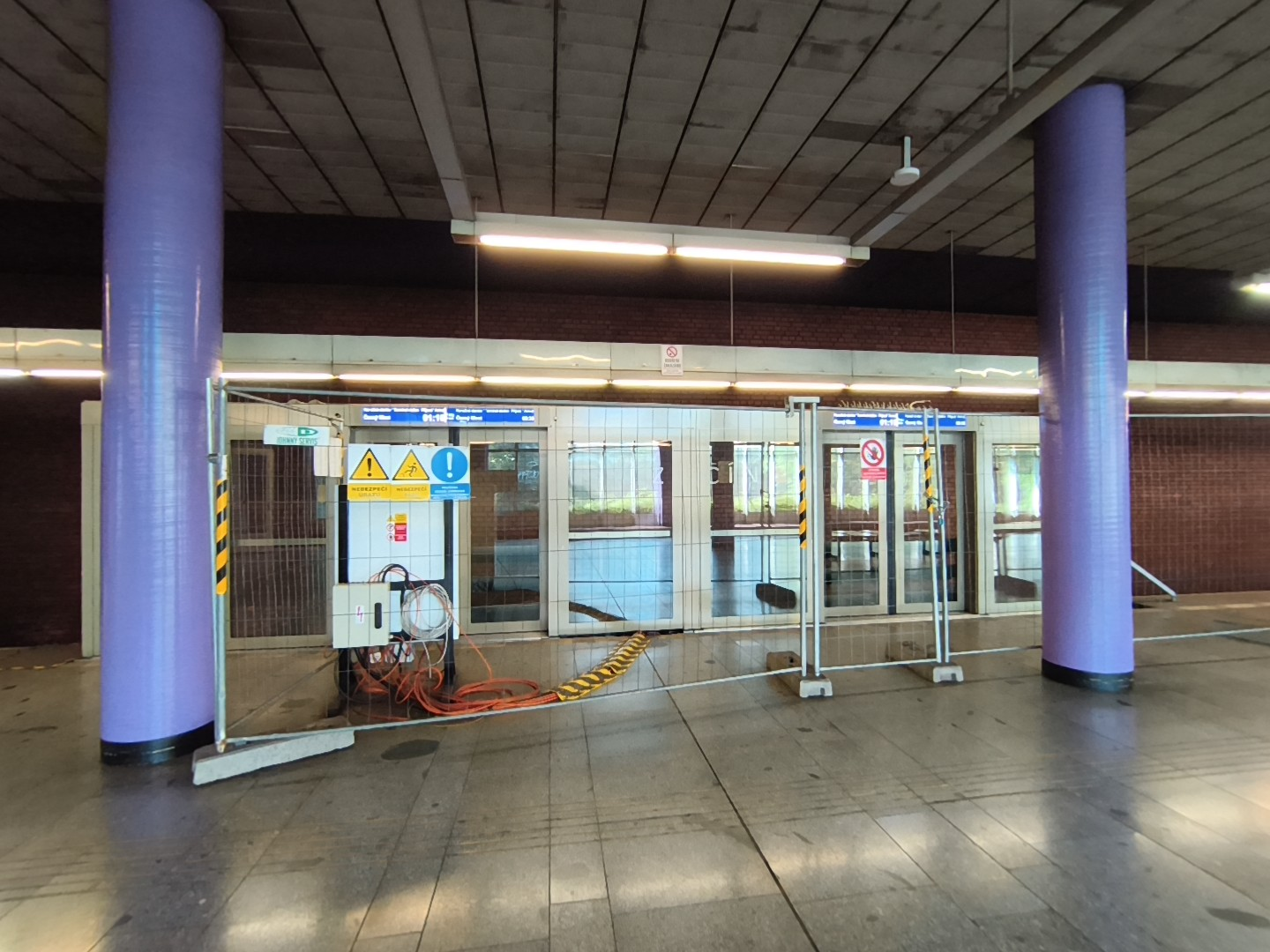
Konstrukce nástupních bariér v roku 2025